# Борищенко Віктор Петрович
Ві́ктор Петро́вич Бори́щенко  (*4 лютого 1914, Харків,— †14 липня 1996, Київ) — український співак (лірико-драматичний тенор). Народний артист Української РСР (1951).
Народився в Харкові в сім'ї робітника. Працюючи слюсарем, навчався у вечірньому інституті інженерів залізничного транспорту і в музичній студії при Будинку культури залізничників. З 1933 — соліст студії при Харківському театрі опери та балету. З 1935 — соліст Київського театру опери та балету. 
Член КПРС з 1946.
Головні партії: Богун («Богдан Хмельницький» Данькевича), Петро, Андрій («Наталка Полтавка», «Тарас Бульба» Лисенка), Гвідон («Казка про царя Салтана» Римського-Корсакова), Фауст («Фауст» Гуно), Єнік («Продана наречена» Сметани), П'єр («Війна і мир» Прокоф'єва) та ін.

## Нагороди
- орден Трудового Червоного Прапора (1951)
- медалі